# Rezerwat przyrody Chmielinne
Chmielinne – leśny rezerwat przyrody w gminie Leśna Podlaska, w powiecie bialskim, w województwie lubelskim. Leży na terenie Nadleśnictwa Biała Podlaska.
- powierzchnia według aktu powołującego: 69,55 ha
- powierzchnia (dane z nadleśnictwa): 67,44 ha, w tym grunty nadleśnictwa 67,07 ha, rzeka Klukówka – 0,37 ha[4]
- rok utworzenia: 1967
- dokument powołujący: Zarządzenie Ministra Leśnictwa i Przemysłu Drzewnego z dnia 7 października 1967 roku w sprawie uznania za rezerwaty przyrody (MP nr 61, poz. 289).
- przedmiot ochrony (według aktu powołującego): zachowanie ze względów naukowych i dydaktycznych lasu łęgowego, a w szczególności jesionowo-olchowego i wiązowego.
- według głównego przedmiotu ochrony należy do typu rezerwatów fitocenotycznych (Fi) podtypu zbiorowisk leśnych (zl),
- według głównego typu środowiska jest to rezerwat lasów i borów (L) podtypu lasów nizinnych (lni)[4].

Podstawowym gatunkiem lasotwórczym rezerwatu, pomimo silnego zróżnicowania warunków siedliskowych jest olsza czarna (Alnus glutinosa). Towarzyszy jej jesion (Fraxinus excelesior), rzadziej dąb szypułkowy (Quercus robur) i grab zwyczajny (Carpinus betulus). Z cenniejszych gatunków, niezbyt częstych w lasach Lubelszczyzny występuje wierzba biała (Salix alba).
Przedmiotem ochrony są zespoły leśne położone w szerokiej dolinie rzeki Klukówki: łęg jesionowo-olszowy, łęg jesionowo-wiązowy, grąd, ols. Są tu dobrze zachowane zespoły leśne z licznie występującym chmielem (Humulus lupulus) (stąd nazwa rezerwatu).
Z roślin chronionych na terenie rezerwatu występują: wawrzynek wilczełyko (Daphne mezerum), kruszczyk szerokolistny (Epipactis helleborine), bluszcz pospolity (Hedera helix), wroniec widlasty (Huperzia selago), gnieźnik leśny (Neottia nidus-avis). Do osobliwości należą: zawilec żółty (Anemone ranunculoides), zdrojówka rutewkowata (Isopyrum thalictroides), parzydło leśne (Aruncus sylvestris), kokorycz pusta (Corydalis cava), bez koralowy (Sambucus racemosa).